# Star Wars Episode I: Racer
Star Wars Episode I: Racer es un videojuego de carreras basado en la secuencia de podracing presentada en Star Wars: Episodio I - La amenaza fantasma. El juego presenta a todos los corredores y el circuito de carreras en Tatooine que aparecen en La amenaza fantasma. También agrega varias pistas nuevas, algunas en Tatooine, otros en varios planetas. Varios modos para un jugador, incluido un modo torneo, están disponibles para jugar. También cuenta con multijugador, cuyo formato varía según la plataforma. Jake Lloyd y Lewis MacLeod, quienes interpretaron a Anakin Skywalker y Sebulba en La amenaza fantasma, repiten sus papeles en el juego. En 2020, la distribuidora Aspyr lo reeditó para las consolas Nintendo Switch, PlayStation 4 y Xbox One.
Episodio I: Racer recibió críticas generalmente positivas de los críticos. Varios medios de comunicación importantes lo enumeraron como uno de los mejores videojuegos de Star Wars. A partir de 2011, el juego tiene el récord Guinness como el juego de carreras de ciencia ficción más vendido, con ventas mundiales de 3,12 millones y superando a otras series como Wipeout y F-Zero. Dos títulos con podracing fueron lanzados después del Episodio I: Star Wars: Racer Arcade, un juego de arcade con muchas pistas y personajes similares (se lanzó en 2000) y una secuela, Star Wars Racer Revenge, que se lanzó en 2002 para PlayStation 2.
Veinte años después del lanzamiento del juego, recibió un relanzamiento en HD para PlayStation 4 y Nintendo Switch. Originalmente estaba programado para mayo de 2020, pero se retrasó hasta el 23 de junio debido a la pandemia de COVID-19. La versión de Xbox One se lanzó el 27 de octubre de 2020.

## Modos de juego
- Torneo: El modo principal del juego. Compite por dinero para comprar piezas o droides, desbloquear pistas nuevas, pilotos y mejoras del vehículo. No se permite elegir la dificultad de los adversarios.
- Carrera libre: Permite practicar cualquier pista y piloto previamente desbloqueados. Sin embargo, no se puede ganar dinero para desbloquear nuevos ítems. En este modo sí se permite elegir el nivel de los oponentes.
- Contrarreloj: Igual que Carrera libre, exceptuando que se corre con tiempo limitado, intentando mejorar el tiempo de vuelta.
- Dos jugadores: Permite jugar contra un amigo en cualquier pista desbloqueada. Se puede ajustar la dificultad, número y velocidad de los adversarios

## Pilotos
- Anakin Skywalker
- Sebulba
- Bozzie Baranta
- Aldar Beedo
- Dud Bolt
- Toy Dampner
- Ebe Endocott
- Gasgano
- Mars Guo
- Clegg Holdfast
- Neva Kee
- Elan Mak
- Ody Mandrell
- Mawhonic
- "Bullseye" Navior
- Teemto Pangalies
- Slide Paramita
- Ben Quadrinaros
- Jinn Reeso
- Boles Roor
- Ark "Bumpy" Roose
- Wan Sandage
- Fud Sang
- Ratts Tyerell
- Cy Yunga

Debido a la falta de caracteres en los nombres de algunos personajes, aparecen escritos de manera errónea, en comparación con la película. Como: "Teemto Pangalies" aparece como "Teemto Pagalies", o "Ben Quadinaros" en el caso de "Ben Quadrinaros".

## Planetas
Los recorridos en Star Wars: Episode I Racer abarcan ocho mundos, cada uno con atributos únicos. En orden de aparición:
- Tatooine: Un planeta de desiertos rocosos y vastas zonas de arena.
- Mon Gazza: Territorio industrial cavernoso, zonas mineras y equipamiento abandonado.
- Ando Prime: Planeta frío con nieve y hielo comparable a Hoth.
- Aquilaris: Mundo acuático con pasajes marinos y ciudades peligrosas.
- Malastare: Mundo caracterizado por lagos de metano, alta velocidad y giros bruscos.
- Oovo IV: Asteroide prisión en los anillos de un planeta. Incluye tubos antigravedad donde se alcanzan grandes velocidades.
- Ord Ibanna: Un gigante de gas con plataformas volantes.
- Baroonda: Planeta con gran variedad de flora, fauna y orografía.

## Circuitos
Hay un total de 25 pistas, 7 en el torneo amateur, 7 en torneo semi-pro, y 7 en torneo galáctico, además de 4 especiales que se ganan una vez que se completó un torneo. Aunque algunos se encuentran en los mismos mundos, hay variedad en sus circuitos. En orden de aparición:
Pista (planeta)
- Circuito de Podracer Amateur
  - Pista de Entrenamiento Boonta (Tatooine)
  - Pista Mon Gazza (Mon Gazza)
  - Carrera Salvaje Beedo (Ando Prime)
  - Clásica Aquilaris (Aquilaris)
  - Malastare 100 (Malastare)
  - Venganza (Oovo IV)
  - Huida de la Mina de Especia (Mon Gazza)
- Circuito de Podracer Semi-Pro
  - Ciudad Sunken (Aquilaris)
  - Howler Gorge (Ando Prime)
  - La Cantera (Malastare)
  - Huida de Scrapper (Ord Ibanna)
  - Desafío de Zugga (Mon Gazza)
  - Costa de Baroo (Baroonda)
  - Rompientes de Bumpy (Aquilaris)
- Circuito de Podracer Galáctico
  - Ejecutor (Oovo IV)
  - El Legado de Sebulba (Malastare)
  - Entrada a Grabvine (Baroonda)
  - Carrera Montañosa Andobi (Ando Prime)
  - Venganza de Dethro (Ord Ibanna)
  - Montaña de Fuego (Baroonda)
  - Clásica Boonta (Tatoonine)
- Circuito de Podracer Especial
  - Ando Prime Centrum (Ando Prime)
  - El Abismo (Ord Ibanna)
  - El Reto (Oovo IV)
  - Infierno (Baroonda)